# 第22届苏共中央主席团
苏联共产党中央委员会主席团成员属党政要员，是苏联事实上的统治阶级。苏联共产党第一书记尼基塔·赫鲁晓夫从1955至1964年担任主席团主席，列昂尼德·勃列日涅夫继任总书记后一直领导整个政治局到1982年逝世。主席团会议期间，只有主席团正式成员可以投票，候补成员不能。绝大多数正式成员之前都曾是候补成员，但也有部分例外。第22届苏共中央主席团由23人组成，其中14名正式成员，九名候补成员，一名候补成员任职期间晋升正式成员，没有任何成员在任上去世。
据苏联专家梅尔·费恩索德和杰里·霍夫（Jerry F. Hough）记载，本届中央委员会主席团经1961年10月17至31日的第22次党代表大会全体一致选出。苏联最高苏维埃主席团主席勃列日涅夫本是第二书记弗罗尔·科兹洛夫的替补人选，但实际上却成为负责工业的第三书记。1963年，勃列日涅夫接手科兹洛夫的书记处职责，成为事实上的第二书记。1963年，西方记者询问赫鲁晓夫谁将继任他的位置，赫鲁晓夫直载了当地回答“勃列日涅夫”。经过旷日持久的权力斗争，赫鲁晓夫被赶下台，勃列日涅夫、阿列克谢·柯西金、尼古拉·波德戈尔内、米哈伊尔·苏斯洛夫、和安德烈·基里连科共同组建集体领导。
三人在赫鲁晓夫下台后的几个月里入选主席团，分别是蘇聯監察委員會主席亚历山大·谢列平，乌克兰共产党第一书记彼得·谢列斯特，以及苏联部长会议第一副主席基里尔·马祖罗夫。勃列日涅夫虽然是苏共中央总书记，但他在主席团并未掌握绝对多数支持，柯西金和波德戈尔内虽然很少在政策上抱持同等立场，但每次出现这种情况时勃列日涅夫就沦为少数。主席团中坚持支持他的只有三到四票，分别是基里连科、亚历山大·谢列平、德米特里·波利扬斯基和经常改变立场的苏斯洛夫。勃列日涅夫属保守派，柯西金是温和改革派，两人政见经常相左。柯西金从1964年起担任苏联部长会议主席，但在发起1965年苏联经济改革后逐渐失去主席团中的大部分权力和影响力。

## 主席团成员

### 正式成員
| 姓名 （生卒）                     | 就任           | 离任           | 任期      |
| --------------------------------- | -------------- | -------------- | --------- |
| 列昂尼德·勃列日涅夫 （1906-1982） | 1961年10月31日 | 1966年4月8日   | 四年159天 |
| 根纳季·沃罗诺夫 （1910-1994）     | 1961年10月31日 | 1966年4月8日   | 四年159天 |
| 弗罗尔·科兹洛夫 （1908-1965）     | 1961年10月31日 | 1964年11月16日 | 三年16天  |
| 阿列克谢·柯西金 （1904-1980）     | 1961年10月31日 | 1966年4月8日   | 四年159天 |
| 奥托·库西宁 （1881-1964）         | 1961年10月31日 | 1964年5月17日  | 二年199天 |
| 阿纳斯塔斯·米高扬 （1895-1978）   | 1961年10月31日 | 1966年4月8日   | 四年159天 |
| 尼古拉·波德戈尔内 （1903-1983）   | 1961年10月31日 | 1966年4月8日   | 四年159天 |
| 德米特里·波利扬斯基 （1917-2001） | 1961年10月31日 | 1966年4月8日   | 四年159天 |
| 米哈伊尔·苏斯洛夫 （1902-1982）   | 1961年10月31日 | 1966年4月8日   | 四年159天 |
| 尼基塔·赫鲁晓夫 （1894-1971）     | 1961年10月31日 | 1964年10月14日 | 二年349天 |
| 尼古拉·什维尔尼克 （1888-1970）   | 1961年10月31日 | 1966年4月8日   | 四年159天 |
| 安德烈·基里连科 （1906-1990）     | 1962年4月23日  | 1966年4月8日   | 三年350天 |
| 彼得·谢列斯特 （1908-1996）       | 1964年11月16日 | 1966年4月8日   | 一年143天 |
| 亚历山大·谢列平 （1918-1994）     | 1964年11月16日 | 1966年4月8日   | 一年143天 |

### 候补成员
| 姓名 （生卒年）                     | 就任           | 离任           | 任期      |
| ----------------------------------- | -------------- | -------------- | --------- |
| 维克托·格里申 （1914-1992）         | 1961年10月31日 | 1966年4月8日   | 四年159天 |
| 基里尔·马祖罗夫 （1914-1989）       | 1961年10月31日 | 1965年3月26日  | 三年146天 |
| 瓦西里·姆扎瓦纳泽 （1902-1988）     | 1961年10月31日 | 1966年4月8日   | 四年159天 |
| 沙拉夫·拉希多夫 （1917-1983）       | 1961年10月31日 | 1966年4月8日   | 四年159天 |
| 弗拉基米尔·谢尔比茨基 （1918-1990） | 1961年10月31日 | 1963年11月13日 | 二年43天  |
| 弗拉基米尔·谢尔比茨基 （1918-1990） | 1965年12月6日  | 1966年4月8日   | 123天     |
| 列昂尼德·叶夫列莫夫 （1912-2007）   | 1962年11月23日 | 1966年4月8日   | 三年136天 |
| 彼得·谢列斯特 （1908-1996）         | 1963年12月13日 | 1964年11月16日 | 339天     |
| 彼得·杰米契夫 （1917-2010）         | 1964年11月16日 | 1966年4月8日   | 一年143天 |
| 德米特里·乌斯季诺夫 （1908-1984）   | 1965年3月26日  | 1966年4月8日   | 347天     |

### 书目
- Fainsod, Merle; Hough, Jerry F. . Harvard University Press. 1979. ISBN 9780674410305.
- Dogan, Mattéi; Higley, John. . Rowman & Littlefield. 1998. ISBN 978-0847690237.
- Schmidt-Häuer, Christian. . I.B. Tauris. 1986. ISBN 9781850430155.
- Huskey, Eugene. . M. E. Sharpe. 1992. ISBN 9781563240591.
- Baylis, Thomas A. . State University of New York Press. 1989. ISBN 978-0887069444.
- Cocks, Paul; Daniels, Robert Vincent; Whittier Heer, Nancy. . Harvard University Press. 1976. ISBN 9780674218819.
- Zemtsov, Ilya. . Transaction Publishers. 1989. ISBN 9781412819459.
- Brown, Archie. . Bodley Head. 2009. ISBN 9780307372246.